# Knischatiria abnormis
Knischatiria abnormis là một loài nhện trong họ Linyphiidae.
Loài này thuộc chi Knischatiria. Knischatiria abnormis được Jörg Wunderlich miêu tả năm 1976.